# Campeonatos de fútbol de la FPF
Los Campeonatos de fútbol de la FPF son los torneos de carácter oficial organizados por la Federación Peruana de Fútbol. Diversos clubes disputan anualmente los torneos, aunque actualmente el esquema general incluye 4 torneos oficiales, que son la Liga1, Liga2, Liga3 y la Copa Perú.
La Copa Perú tiene un formato extenso que involucra varias etapas y ligas dentro de ella.

## Fútbol masculino
Desde 1912 se disputan los campeonatos de fútbol peruano; actualmente son organizados por la Federación Peruana de Fútbol. En un inicio dichos campeonatos estuvieron reservados únicamente para los clubes de Lima y Callao, hasta que en 1966 se daría inicio al Campeonato Descentralizado el cual dio cabida a clubes de todo el país.

### Sistema de Ligas
En la actualidad, el fútbol peruano comprende las siguientes divisiones:
| Cat. | División                                                                      | Estatus         | Organizador |
| ---- | ----------------------------------------------------------------------------- | --------------- | ----------- |
| 1.º  | Liga1 Primera División 19 clubes                                              | Profesional     | FPF LFP     |
| 2.º  | Liga2 Segunda División 15 clubes                                              | Profesional     | FPF LFP     |
| 3.º  | Liga3 Tercera División 37 clubes                                              | Semiprofesional | FPF LFP     |
| 4.º  | Copa Perú Etapa Nacional 64 clubes (Campeones y subcampeones departamentales) | Amateur         | FPF CONAFA  |
| 5.º  | Ligas Departamentales Etapa Departamental 25 ligas                            | Amateur         | CONAFA LDF  |
| 6.º  | Ligas Provinciales Etapa Provincial                                           | Amateur         | CONAFA LPF  |
| 7.º  | Ligas Distritales de Primer Nivel Etapa Distrital                             | Amateur         | CONAFA LDDF |
| 8.º  | Ligas Distritales de Segundo Nivel Etapa Distrital                            | Amateur         | CONAFA LDDF |

### Liga1
La Primera División del Perú, conocida como Liga1 de Fútbol Profesional, por razones de patrocinio como Liga1 Te Apuesto, o simplemente Liga1. Es el campeonato de la máxima categoría del fútbol profesional peruano y es organizada por la Federación Peruana de Fútbol  y la Liga de Fútbol Profesional.
Desde su fundación en 1912 el certamen se ha disputado en 108 ocasiones. El primer torneo fue ganado por Lima Cricket and Football Club y el más reciente campeón es Universitario de Deportes que obtuvo su vigésimo octavo título en 2024. Los clubes más coperos son  Universitario de Deportes con 28 títulos, el Alianza Lima con 25 campeonatos y el Sporting Cristal con 20 campeonatos.

### Liga2
La Segunda División del Perú, conocida como Liga2 de Fútbol Profesional, por razones de patrocinio como Liga2 Caja Cusco, o simplemente Liga2. Es el campeonato de segunda categoría del fútbol profesional peruano. Es la división inmediatamente inferior a la Primera División del Perú y es organizada por la Federación Peruana de Fútbol  y la Liga de Fútbol Profesional.
Desde la fundación en 1943 se le llamó Segunda División No Amateur, en 1988 pasó a llamarse Segunda División Profesional y desde 2006 Segunda División Nacional ya que se decidió descentralizar el torneo (hasta entonces reservado para equipos del Departamento de Lima y la Provincia Constitucional del Callao), el campeonato se empezó a jugar con clubes de diferentes departamentos del Perú.
El primer torneo fue ganado por Telmo Carbajo y el más reciente campeón es Alianza Universidad de Huánuco que obtuvo su primer título. Actualmente está conformada por 17 clubes. Este certamen otorga dos ascensos directo a Primera División, por contraparte los dos equipos peor ubicados descienden a la Liga3.

### Liga3
La Tercera División del Perú, conocida como Liga3 de Fútbol Profesional, por razones de patrocinio como Liga3 Joma, o simplemente Liga3. Es el campeonato de tercera categoría del fútbol profesional peruano. Es la división inferior a la Segunda División del Perú y es organizada por la Federación Peruana de Fútbol  y la Liga de Fútbol Profesional.
La Comisión de Dirección de la Federación Peruana de Fútbol, a principios del 2024, formará la creación de la Liga3. El proyecto proprone la creación de una liga semiprofesional con 20 equipos. Se desea establecer una transición sólida entre los campeonatos amateurs y profesionales.
Para el 2025, la Liga3 estará conformada por los campeones de cada una de las 25 regiones de la fase nacional de la Copa Perú 2024. Además, cuatro equipos provenientes de la Liga2 y ocho equipos que alcanzaron los cuartos de final del Torneo de Reservas 2024. El proyecto de creación de la Liga3 es un pedido establecido por la FIFA. La creación de la tercera división hará qué la Copa Perú (equivalente de Liga 4), pase a ser una categoría inferior.

### Copa Perú
La Copa Perú es un campeonato promocional del fútbol peruano de tercera categoría 
en el que participan varios equipos de todo el país con la finalidad de lograr el ascenso a la  Liga2.
La Copa Perú es el torneo por excelencia del fútbol amateur en el Perú, fue instaurada en el año 1967. Desde su fundación el certamen se ha disputado en 49 ocasiones (En la edición de 1974 no hubo campeón). El primer torneo fue ganado por Alfonso Ugarte de Chiclín y el más reciente campeón es Bentín Tacna Heroica que obtuvo su primer título en 2024. El club que más títulos ha obtenido es Atlético Torino con 5 campeonatos.

### Torneos descontinuados

#### Copa Bicentenario
La Copa Bicentenario fue un torneo de fútbol con formato de copa nacional que se jugó en Perú. Tuvo como participantes a los equipos que conforman la Liga de Fútbol Profesional en sus dos ligas: Liga1 y Liga2.
Iniciaba en junio (una vez terminado el Torneo Apertura de la Liga1) y continúa hasta el mes de octubre. El campeón de este torneo daba un cupo a la Copa Sudamericana. Se formalizó el año 2019, tras confirmarse el nuevo formato de la Liga Profesional que promulgó la FPF a través de la Comisión Organizadora de Competiciones. Fue realizado en dos ocasiones: 2019 y 2021 debido a que la edición 2020 fue cancelada debido a la pandemia de COVID-19.

#### Supercopa Peruana
La Supercopa Peruana de Fútbol fue una competición oficial de fútbol, organizada por la Federación Peruana de Fútbol desde 2020. Se jugaba a un solo encuentro, en cancha neutral, que de ser necesario, se desempata con tiros desde el punto penal. Enfrentaba al campeón de la Copa Bicentenario con otro equipo proveniente del certamen de Primera División. En el caso de que un mismo equipo gane tanto la copa como el campeonato, su rival será el subcampeón de este último. Este torneo se realizó solamente una vez, en la temporada 2020.

#### Torneo del Inca
El Torneo del Inca o Copa del Inca fue un torneo oficial de fútbol por eliminación directa que se disputó por un solo año entre clubes peruanos. Fue organizada por la Asociación Deportiva de Fútbol Profesional, organismo perteneciente a la Federación Peruana de Fútbol. Se fundó en el año 2011 con el nombre de Torneo Intermedio.
En el torneo participaron 32 equipos, 16 clubes de la Primera División del Perú, 10 clubes de la Segunda División del Perú y los equipos que habían alcanzado los cuartos de final de la última edición de la Copa Perú sin contar al campeón ni subcampeón de la misma. El ganador iba a dar un cupo para la Copa Sudamericana (cosa que nunca se concretó) y además disputaba la Copa Federación ante el campeón de la primera división.

#### Copa Federación
La Copa Federación fue una competición oficial de fútbol, organizada por la Federación Peruana de Fútbol y la Asociación Deportiva de Fútbol Profesional que se jugó por única vez en el año 2012. El torneo enfrentó a los campeones de la Primera División del Perú y de la Copa del Inca.

#### Copa de Campeones
La Copa de Campeones del Perú o Supercopa Peruana fue una supercopa oficial de fútbol que se disputaba entre los campeones de la Liga Peruana de Football (Lima y Callao). Solo se realizó una edición del torneo, enfrentando a los Campeones de la Primera División de Perú de 1913 y 1919, .

## Fútbol base

### Torneo de Promoción y Reserva
El Torneo de Promoción y Reserva fue un torneo de fútbol del Perú. Se jugó a partir del año 2010 hasta el año 2024, se jugaba de manera simultánea y preliminar al Campeonato Descentralizado entre los 18 equipos de primera división. Cada equipo tenía en plantilla a doce jugadores de 22 años de edad, cuatro de 19; siempre y cuando estuvieran inscritos en el club.

### Torneo de selecciones regionales
El Torneo nacional de selecciones regionales es un torneo que busca el desarrollo del fútbol base en Perú. Fue creado de manera oficial en el año 2016. El primer campeonato se desarrollará en el 2016.

## Fútbol femenino
- Liga Femenina FPF
- Campeonato Peruano de Fútbol Femenino
- Campeonato Metropolitano de Fútbol Femenino (Perú)

## Fútbol sala
El Fútbol sala cuenta con hasta tres categorías en el país.

### Masculino
| Nivel   | Liga                 | Equipos           |
| ------- | -------------------- | ----------------- |
| 1       | División de Honor    | 10                |
| 2       | División Superior    | 12                |
| 3       | División Promocional | 12                |
| 4 a más | Ligas distritales    | Ligas distritales |

### Femenino
- Campeonato Metropolitano de fútbol sala femenino

## Fútbol playa

### Masculino
- Primera División de Fútbol Playa